# Stefan Kindermann
Stefan Emanuel Sylvester Kindermann (* 28. Dezember 1959 in Wien) ist ein österreichischer Schach-Großmeister.

## Leben
Stefan Kindermanns Vater Gottfried-Karl Kindermann erhielt 1967 eine Professur und übersiedelte mit der Familie nach München. Stefan Kindermann wurde dort im Alter von zwölf Jahren Mitglied des Schachvereins Post SV München. 1978 gewann er den Dähne-Pokal und fasste den Entschluss, Schachprofi zu werden. Er wurde Zweiter im Großmeisterturnier 1981 in Wiesbaden um den Söhnlein-Rheingold-Pokal hinter John Nunn. Unter anderem belegte er den geteilten ersten Platz bei den Dortmunder Schachtagen 1985 und gewann Turniere in Biel 1986 sowie in Starý Smokovec 1987. 1988 erhielt er den Großmeistertitel. 1989 gewann er das Schachfestival Bad Wörishofen vor Anthony Miles und Lucas Brunner. Sein größter Turniererfolg war der 1. Platz im Zonenturnier in Ptuj 1995. Dadurch war er für die FIDE-K.-o.-Weltmeisterschaft 1997/98 qualifiziert, bei der er in der zweiten Runde gegen Gilberto Milos ausschied.

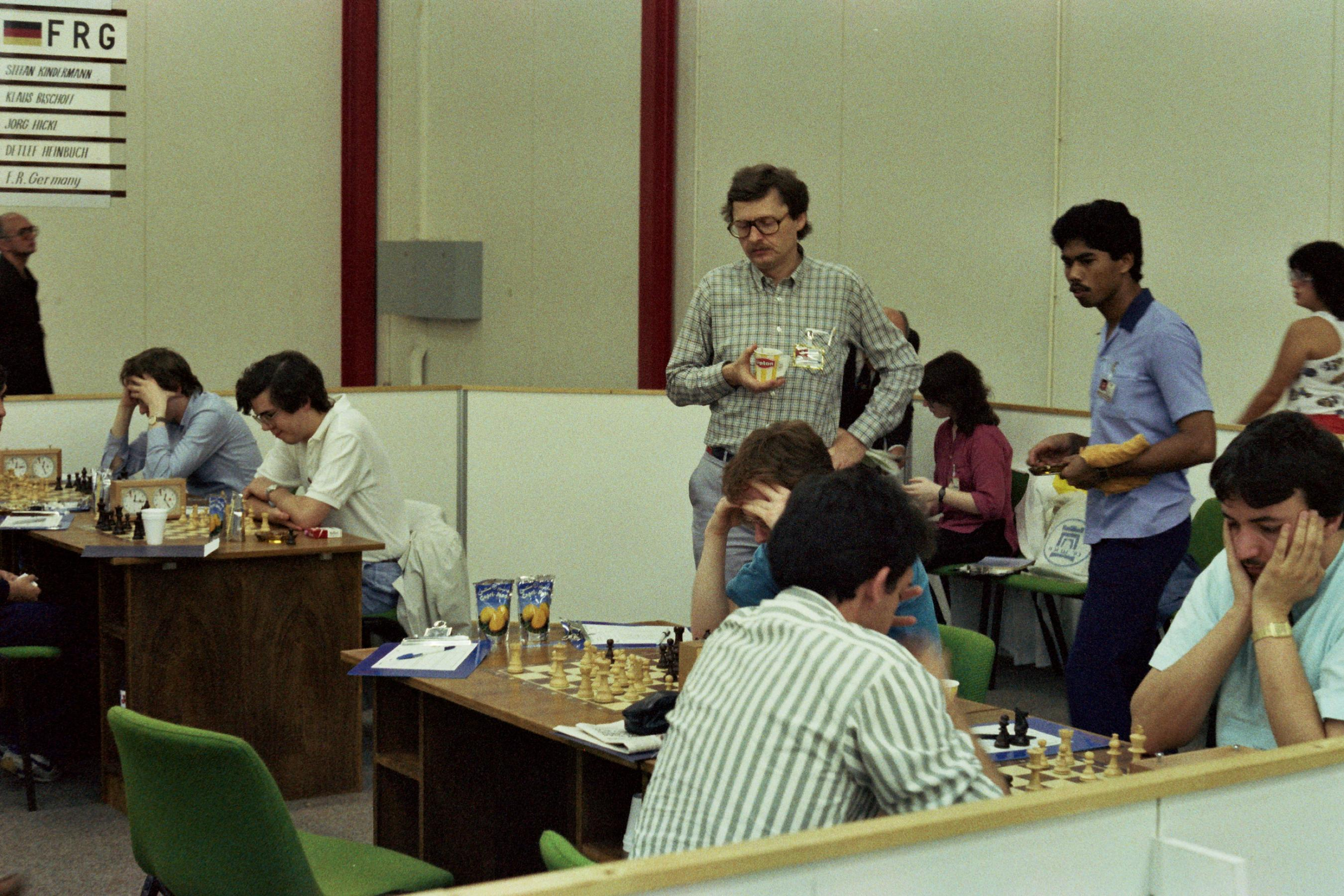
Stefan Kindermann, Klaus Bischoff, Jörg Hickl, Detlef Heinbuch und in der Mitte stehend Hans-Joachim Hecht bei der Schacholympiade 1986

2004 wechselte Kindermann zum Österreichischen Schachbund. Er liegt derzeit (Stand: September 2014) auf dem dritten Platz der österreichischen Elo-Rangliste.
Er ist Autor mehrerer Schachbücher, unter anderem über die Winawer-Variante (zusammen mit Ulrich Dirr, 2001, ISBN 3-935748-00-0), das Leningrader System (2002, ISBN 3-935748-03-5) und die Spanische Abtauschvariante (2005, ISBN 3-283-00469-2). Zwischen 2000 und 2003 war er für den Schachverlag Chessgate tätig. Für die Süddeutsche Zeitung schreibt er eine wöchentliche Schachkolumne. 2010 veröffentlichte er zusammen mit Robert K. von Weizsäcker das Buch Der Königsplan. Strategien für ihren Erfolg ISBN 978-3-498-07370-1. Dieses aus Schachstrategien entwickelte Strategiemodell vermittelt er auch in Form von Impulsvorträgen und Seminaren für Führungskräfte.
Eine von ihm komponierte Endspielstudie wurde beim Jubiläumsturnier zum 50. Geburtstag von Jan Timman 2002 mit dem 1. Preis ausgezeichnet. Damit setzte sich Kindermann gegen 95 Studienkomponisten aus 23 Ländern durch.
Kindermann, der 1996 eine Ausbildung als Master-NLP absolvierte, arbeitet auch als Coach und Trainer. Er gründete zusammen mit Gerald Hertneck, Roman Krulich und Dijana Dengler 2005 die Münchener Schachakademie und 2007 die Münchener Schachstiftung, die benachteiligte Kinder fördert.

## Vereine
In der deutschen Schachbundesliga spielte Kindermann von 1980 bis 1995 für den FC Bayern München, mit dem er 1983, 1985, 1986, 1989, 1990, 1991, 1992, 1993 und 1995 deutscher Mannschaftsmeister wurde, von 1995 bis 1999 für Werder Bremen, von 1999 bis 2004 für König Plauen und von 2004 bis 2009 für den TV Tegernsee. Seit 2009 spielt er für den Münchener Verein MSA Zugzwang 82, der von 2012 bis 2016 in der 2. Bundesliga Ost spielte und der seit der Saison 2016/17 mit Unterbrechungen in der 1. Bundesliga antritt.
In der österreichischen Bundesliga (bis 2003 Staatsliga) spielte Kindermann von 1992 bis 1996 für den SC Inter Salzburg. 1996 wechselte Kindermann zum SK Merkur Graz, mit dem er 1997, 1998, 1999, 2000, 2001 und 2002 österreichischer Mannschaftsmeister wurde. In der Saison 2002/03 spielte er für die Spielgemeinschaft des SK Merkur Graz mit dem SV Frohnleiten, anschließend bis 2007 für den SV Frohnleiten (ab 2004 SV Holz Dohr), auf den die Startberechtigung für die Bundesliga überging. Auch nach 2007 wurde Kindermann in der Bundesliga gemeldet (bis 2009 für den SV Holz Dohr, seitdem für den SK Sparkasse Jenbach), kam aber nicht zum Einsatz.
In Frankreich spielte er in der Saison 2002/03 für Echiquier Nanceien.

## Nationalmannschaft
Kindermann nahm zwischen 1982 und 1994 an sechs Schacholympiaden mit der deutschen Nationalmannschaft teil, bei den Schacholympiaden 2008 und 2012 vertrat er Österreich. Mit Deutschland nahm er außerdem an der Mannschaftsweltmeisterschaft 1985 und den Mannschaftseuropameisterschaften 1983 und 1989 teil, für Österreich spielte er bei den Mannschaftseuropameisterschaften 2009 und 2011. Sein größter Erfolg mit der Nationalmannschaft war der dritte Platz bei der Europameisterschaft 1989.